# Sanda Dubravčić
Sanda Dubravčić (Zagreb, RFS Iugoslàvia 1964) és una patinadora artística croata, ja retirada, que competí per la República Federal Socialista de Iugoslàvia.
Va néixer el 24 d'agost de 1964 a la ciutat de Zagreb, població que en aquells moments formava part de la República Federal Socialista de Iugoslàvia i que avui en dia és la capital de Croàcia.
Participà en els Jocs Olímpics d'Hivern de 1980 realitzats a Lake Placid (Estats Units) on finalitzà en onzena posició en la competició femenina. En els Jocs Olímpics d'Hivern de 1984 realitzats a Sarajevo (Iugoslàvia) fou l'encarregada de realitzar l'últim relleu de la torxa olímpica en la cerimònia inaugural dels Jocs. En la competició de patinatge artístic finalitzà en desena posició.
Al llarg de la seva carrera aconseguí guanyar la medalla de plata en el Campionat d'Europa de patinatge artístic l'any 1981, i en cinquena posició com a resultat més destacat el 1985.